# HK Malmö
Handbollsklubben Malmö (HK Malmö) är en handbollsklubb från Malmö i Skåne län, bildad i maj 2007 genom en sammanslagning av IFK Malmö Handboll och Malmö Handbollspojkar. Klubben har verksamhet inom både elit- och breddidrottsnivå, vuxen- och ungdomsnivå, damer och herrar, men inte minst verksamhet för barn och ungdomar med funktionsvariation (Parahandboll). Klubben har idag cirka 25 ungdomslag i serieverksamhet (säsong 22/23). HK Malmö är ansvarig för handbollsutbildningen på Malmö idrottsgymnasium, som är NIU-certifierad. Klubbens supporterklubb heter "Black Griffin".
Efter klubbens bildande etablerade den sig snabbt i svensk handbolls högsta liga på herrsidan. Säsongen 2007/2008 spelade herrlaget sin första säsong i högsta ligan (dåvarande Elitserien). Man föll ur, men var tillbaka säsongen 2009/2010 och har varit kvar sedan dess. Våren 2018 spelade laget sin första SM-final, men förlorade mot IFK Kristianstad.
Föreningens damlag spelar i Allsvenskan.

## Historia
Klubben bildades i maj 2007 genom en sammanslagning mellan Malmö Handbollspojkar och IFK Malmö Handbollsklubb Elit (HE), en samarbetsförening mellan handbollsklubbarna i Malmö, som tidigare har spelat i högsta serien i handboll.
2019 utsågs HK Malmö till Årets idrottsförening i Malmö av Malmö stad.